# 로스코베츠
로스코베츠(Roskovec)는 알바니아 피에르주에 위치한 도시이자 지방자치단체이다. 로스코베츠 지방자치단체는 2015년 지방정부 개편에 따라 구 지방자치단체인 Kuman, Kurjan, 로스코베츠(Roskovec), Strum이 합쳐져 형성되었다. 로스코베츠 시는 이 지방자치단체의 중심지로, 그 지역의 행정적 중심지이다. 2011년 인구조사에 따르면, 전체 로스코베츠 지방자치단체의 인구는 21,742명이며, 총 면적은 118.08㎢이다. 이전 지방자치단체인 로스코베츠의 인구는 4,975명이었다.